# Беловежский
Белове́жский — агрогородок в Каменецком районе, Брестская область Белоруссии. Административный центр Беловежского сельсовета.

## География
Находится в 45 км от Бреста, в 30 км от Каменца, в 7 км от железнодорожной станции Высоко-Литовск (линия Брест — Белосток (Польша)).  

## История
В июне 1982 года заложен первый камень поселка Беловежского.
В поселке строится 73 квартиры для специалистов и рабочих.
1983: был сдан первый дом по улице Ленина.
1984—1985: в поселке, прираставшем целыми улицами, продолжились новоселья — всего было сдано 150 квартир. Одновременно вошли в строй детсад и средняя школа. Началось возведение бытового комбината и Дома культуры.
1986: вводится первый 24-квартирный дом, закладываются дома на новых улицах — Парковой, Брестской. Ещё через год сдан в эксплуатацию современный торговый центр.
1989: строителями был сдан Дом культуры.

## Население
Население — 2053 человека (2019).

## Улицы
Имеет 20 улиц: Солнечная, Пограничная, Парковая, Юбилейная, Машерова, Брестская, Комсомольская, Ленина, Школьная, Молодёжная, Я. Купалы, Я. Коласа, Набережная, Лесная, Первомайская, Кольцевая, Лесная, Богдановича, Озёрная, Юрия Мороза.